# La mujer de las camelias
La mujer de las camelias es una película argentina dirigida por Ernesto Arancibia sobre su propio guion escrito en colaboración con Alexis de Arancibia sobre la novela La dama de las camelias de Alexandre Dumas (hijo) que se estrenó el 5 de febrero de 1953 y que tuvo como protagonistas a Zully Moreno, Carlos Thompson, Santiago Gómez Cou, Nicolás Fregues y Mona Maris. Ganadora del Globo de Oro a la mejor película en lengua no inglesa, por primera vez en la historia del país —la segunda fue con La historia oficial.

## Sinopsis
Melodrama de una mujer de vida fácil y un músico que se enamoran y la intervención del padre de éste que le pide que la abandone.

## Reparto
- Zully Moreno	…Margarita Gauthier
- Carlos Thompson
- Santiago Gómez Cou
- Nicolás Fregues
- Mona Maris
- Ricardo Argemí
- Mario Faig
- Hilda Rey
- Josefa Goldar
- Leda Zanda
- Tina Helba
- Daniel Tedeschi
- Arsenio Perdiguero
- Julián Pérez Ávila
- Rafael Diserio

## Comentario
La crónica de Crítica dijo sobre el filme:

“Prolonga en la pantalla el acento triste de la novela...un clima poético y literario por medio de frases hechas que refuerzan el impacto melodramático de la mayor parte de las situaciones originales (y añadidas) a las que el director Ernesto Arancibia, con mucha pericia, ha extraído el máximo rendimiento emocional”.

Por su parte Manrupe y Portela opinan:

“Estilizada y sobria versión de un clásico, con buena actuación de la protagonista”.

## Premio
La Academia de Artes y Ciencias Cinematográficas de la Argentina le otorgó al filme el premio Cóndor Académico a la mejor película de 1953 y galardonó a Ernesto Arancibia como el mejor director, a Zully Moreno como la mejor actriz y a Antonio Merayo como el mejor director de fotografía. 	